# Euparthenos nubilis
Euparthenos nubilis is een vlinder uit de familie van de spinneruilen (Erebidae). De wetenschappelijke naam van de soort is voor het eerst geldig gepubliceerd in 1816 door Hübner.